# Fondation Max-Weber
La Fondation Max-Weber – Instituts allemands de sciences humaines à l'étranger (Max Weber Stiftung),  est une fondation légale et fédérale basée à Bonn . Elle a été créée par la loi du Bundestag allemand du 1er juillet 2002 sous le nom de Fondation pour les instituts allemands de sciences humaines à l'étranger. 
Depuis le 1er juillet 2012, la fondation porte le suffixe « Max Weber », du nom du sociologue et économiste Max Weber (1864-1920). Elle rassemble sous son toit onze instituts avec environ 300 employés répartis sur plusieurs sites, de Beyrouth , Istanbul , Londres , Moscou , Tbilissi , New Delhi , Paris , Rome , Tokyo , Varsovie et Washington DC . Le bailleur de fonds institutionnel est le ministère fédéral de l'Éducation et de la Recherche. En 2018, la fondation disposait d'un budget annuel d'environ 44 millions d'euros ainsi que de financements tiers.

## Objet
L'objectif de la fondation est de promouvoir la recherche dans les domaines de l'histoire, des études culturelles, de l'économie et des sciences sociales dans des pays sélectionnés et de promouvoir la compréhension mutuelle entre l'Allemagne et les pays ou régions d'accueil. En favorisant le dialogue entre les cultures spécialisées et en réunissant des collaborateurs scientifiques et non scientifiques de différents pays et d'horizons culturels différents, il renforce l'internationalisation de la recherche en sciences humaines, sociales et culturelles.
La fondation soutient la mise en réseau mondiale des organismes allemands de recherche, de financement et intermédiaires et apporte ainsi une contribution importante au renforcement de l'Allemagne en tant que site de recherche et d'université. Il crée des forums où les instituts peuvent présenter leurs recherches, principalement dans les pays d'accueil, mais aussi en Allemagne.
Pour intensifier les échanges scientifiques internationaux, la fondation contribue au développement des infrastructures de recherche sociale et informatique.

## Instituts et projets
Les instituts étrangers sont indépendants dans leurs travaux scientifiques. Ils mènent leurs propres recherches et favorisent la collaboration avec les scientifiques et les institutions dans leurs domaines d'activité, notamment par des publications et des manifestations scientifiques, des informations et conseils scientifiques, l'organisation de contacts scientifiques, la promotion de jeunes scientifiques et la création et l'entretien de bibliothèques et médiathèques.
La fondation possède actuellement onze instituts à l'étranger,  dont certains ont des succursales affectées à ces instituts :
- Forum allemand pour l'histoire de l'art Paris
- Institut historique allemand de Londres
- Institut historique allemand de Moscou
- Institut historique allemand Paris
- Institut historique allemand de Rome
- Institut historique allemand de Varsovie
- Institut historique allemand de Washington
- Institut allemand d'études japonaises de Tokyo
- Forum Max Weber pour les études sud-asiatiques à Delhi
- Orient-Institut Beyrouth
- Orient-Institut Istanbul

Depuis 2010, l'Oriental Institute Beirut travaille également plus étroitement avec des partenaires scientifiques en Égypte  et dispose désormais également d'un bureau au Caire . 
Depuis 2012, l'Institut de Londres mène des recherches à New Delhi en collaboration avec des partenaires de coopération allemands , britanniques et indiens  qui ont été enregistrés comme succursale indienne de la fondation en 2014. En 2021, le bureau est finalement devenu indépendant sous le nom de Max Weber Forum for South Asian Studies Delhi et travaille dans le domaine de la recherche en sciences humaines et sociales. 
Un certain nombre de postes supplémentaires de recherche sur le terrain et sur des projets ont été créés depuis 2017 :
- La Fondation Max Weber exploite un bureau à Pékin depuis 2017 . Le bureau s'appuie sur une collaboration avec l' École française d'Extrême-Orient et l'Institut d'histoire des sciences naturelles de l'Académie chinoise des sciences[7].
- Le bureau régional du Pacifique à Berkeley est géré depuis 2017 par l'Institut historique allemand de Washington, en collaboration avec l'Institut d'études européennes de l'Université de Californie à Berkeley [8].
- L'Institut allemand d'études japonaises a ouvert en 2017 un bureau de représentation à Singapour. Un groupe de recherche est maintenu avec l'Université nationale de Singapour.
- En outre, l'Institut historique allemand de Varsovie a ouvert deux succursales destinées à renforcer la coopération régionale en matière de recherche au-delà de la Pologne : en 2017 à Vilnius (Lituanie) [9] et en 2018 en coopération avec le Collegium Carolinum et l'Académie des sciences de la République tchèque, à Prague[10] .
- À l'automne 2023, la fondation a fondé le bureau indépendant de Géorgie à Tbilissi (Fondation Max Weber - Bureau de Géorgie).

## Financement
Le travail scientifique des instituts est particulièrement soutenu et façonné par les projets de jeunes collaborateurs scientifiques occupant des postes de qualification temporaires, dont la mobilité est considérée comme une grande importance. L'intégration des instituts dans les cultures spécialisées de leurs pays ou régions d'accueil ouvre d'excellentes opportunités de développement professionnel pour les collaborateurs. 

### Bourses d'études
La fondation attribue chaque année plus de 250 bourses à des étudiants, doctorants et postdoctorants à travers ses instituts. Cela fait de la Fondation Max Weber le plus grand fournisseur de bourses après le Service allemand d'échanges universitaires , la Fondation allemande pour la recherche et la Fondation Alexander von Humboldt, principalement pour les sciences humaines et sociales allemandes à l'étranger. En outre, de nombreux instituts proposent également des stages de recherche aux étudiants.

### Bourse de financement de la recherche
Avec son prix international d'encouragement de la recherche, la Fondation Max Weber, en coopération avec le Collège historique de Munich , récompense la recherche à vocation internationale dans le domaine des sciences humaines. Les lauréats étaient Isabel Hull en 2013 , Georges Didi-Huberman en 2014, Hélène Miard-Delacroix en 2017  Włodzimierz Borodziej en 2020 . 

## Structure

### Conseil d'administration
L'organe suprême de la fondation est son conseil d'administration. Il décide de toutes les questions qui revêtent une importance fondamentale pour la fondation et son développement, et surveille les activités des installations de la fondation du point de vue de la légalité, de l'opportunité et de l'efficacité économique.
Le Conseil de fondation est composé de onze membres nommés par le BMBF pour un mandat de quatre ans. Selon la loi DGIA, le droit de nommer quatre scientifiques appartient à la DFG et un scientifique à la Fondation Alexander von Humboldt, à la Société Max Planck et à l' Association Leibniz . L' Association des donateurs pour la science allemande nomme une personne proche des sciences humaines. Deux membres du conseil d'administration et de l'assemblée des présidents du conseil consultatif, les directeurs généraux et les représentants respectifs du personnel et du personnel scientifique participent aux réunions du conseil d'administration en qualité d'invités permanents avec droit de proposition et de parole. Les membres sont actuellement (en février 2021)  :
- Hans van Ess (président), LMU Munich
- Elke Seefried , RWTH Aix-la-Chapelle
- Ravi Ahuja, Université Georg-August de Göttingen
- Judit Arokay , Université de Heidelberg
- Enno Aufderheide , Fondation Alexander von Humboldt
- Vito Cecere, ministère des Affaires étrangères
- Matthias Hack, ministère fédéral de l'Éducation et de la Recherche
- Martin Kintzinger , Université de Münster
- Tanja Michalsky , Bibliotheca Hertziana / Institut Max Planck d'histoire de l'art
- Judith Pfeiffer , Université de Bonn
- Kim Siebenhüner , Université d'Iéna

### Bureau
Le siège de la fondation est installé à Bonn. Elle est dirigée par le directeur général et est, entre autres, chargé de coordonner et de représenter les intérêts administratifs des instituts en Allemagne, de fournir une plateforme de publication numérique, de réaliser des évaluations externes et des relations publiques. En outre, elle soutient de manière générale les organes et instituts de la fondation. 

## Publications de la fondation et de ses instituts
La fondation publie des rapports de suivi annuels  et, depuis 2012, le magazine semestriel Weltweit vor Ort , également disponible en téléchargement. Des publications sélectionnées des différents instituts sont publiées sur la plateforme de publication en libre accès aux sciences humaines perspectivia.net.